# Championnat d'Algérie de football de troisième division 1999-2000
Navigation
Régional
1998-1999 Régional 1
2000-2001
La saison 1999-2000 de Division 3 dénommé National 2, est la 37e du championnat d'Algérie de Troisième division. Ce palier est réorganisé en 5 poules régionaux comportant chacun 14 clubs à l’exception du poule sud (composé de 2 groupes de 8 clubs chacun).

## Classement final

### Groupe Ouest

#### Classement
Source
Source
| Rang | Équipe                     | Pts | J  | G  | N  | P  | Bp | Bc | Diff |
| ---- | -------------------------- | --- | -- | -- | -- | -- | -- | -- | ---- |
| 1    | SA Mohammadia R            | 51  | 26 | 13 | 12 | 1  | 35 | 14 | +21  |
| 2    | CR Témouchent R            | 48  | 25 | 14 | 6  | 5  | 33 | 15 | +18  |
| 3    | USM Bel-Abbès R            | 46  | 26 | 13 | 7  | 6  | 38 | 14 | +24  |
| 4    | RC Relizane R              | 42  | 26 | 11 | 9  | 6  | 34 | 24 | +10  |
| 5    | CC Sig R                   | 41  | 26 | 11 | 8  | 7  | 28 | 21 | +7   |
| 6    | MC Saida R                 | 38  | 26 | 9  | 11 | 6  | 25 | 19 | +6   |
| 7    | CRB Mazouna R              | 35  | 26 | 9  | 8  | 8  | 21 | 23 | -2   |
| 8    | IRB Maghnia P              | 33  | 26 | 9  | 6  | 11 | 21 | 28 | -7   |
| 9    | SCM Oran R                 | 29  | 25 | 7  | 8  | 10 | 27 | 29 | -2   |
| 10   | RC Oran R                  | 28  | 26 | 6  | 10 | 10 | 16 | 26 | -10  |
| 11   | IRB Sougueur R             | 26  | 26 | 6  | 8  | 12 | 19 | 25 | -6   |
| 12   | IRB Sidi M'Hamed Ben Ali R | 26  | 25 | 6  | 8  | 11 | 21 | 38 | -17  |
| 13   | CRB El Amria R             | 21  | 26 | 5  | 6  | 15 | 20 | 45 | -25  |
| 14   | HB El Bordj R              | 18  | 25 | 3  | 9  | 13 | 19 | 36 | -17  |

Promotions et relégations
- Promotion en Division 2 2000-2001
- Maintenue en Régional D3 2000-2001
- Pas de Relégation

Abréviations
R R : Relégué de Super Division 1998-1999

R : Relégué de Division 2 1998-1999

P : Maintenu de Régionale 1998-1999

### Groupe Est

#### Classement
source
| Rang | Équipe                  | Pts | J  | G  | N | P  | Bp | Bc | Diff |
| ---- | ----------------------- | --- | -- | -- | - | -- | -- | -- | ---- |
| 1    | CB Mila R               | 53  | 26 | 15 | 8 | 3  | 32 | 15 | +17  |
| 2    | MSP Batna R             | 49  | 26 | 15 | 4 | 7  | 43 | 19 | +24  |
| 3    | JSM Skikda R            | 47  | 26 | 14 | 5 | 7  | 34 | 25 | +9   |
| 4    | US Biskra R             | 44  | 26 | 12 | 8 | 6  | 27 | 17 | +10  |
| 5    | US Chaouia R            | 43  | 26 | 12 | 7 | 7  | 22 | 18 | +4   |
| 6    | ASC Bordj Bou ArréridjR | 36  | 26 | 11 | 3 | 12 | 29 | 28 | +1   |
| 7    | JS Jijel P              | 32  | 26 | 8  | 8 | 10 | 20 | 26 | -6   |
| 8    | IRB El Hadjar R         | 31  | 26 | 9  | 4 | 13 | 30 | 36 | -6   |
| 9    | USM Sétif R             | 30  | 26 | 8  | 6 | 12 | 22 | 29 | -7   |
| 10   | MB Tlidjène R           | 30  | 26 | 8  | 6 | 12 | 26 | 36 | -10  |
| 11   | JJ Azzaba R             | 29  | 26 | 8  | 5 | 13 | 21 | 26 | -5   |
| 12   | MC El Eulma R           | 29  | 26 | 7  | 8 | 11 | 25 | 33 | -8   |
| 13   | IRB Khenchela           | 27  | 26 | 8  | 3 | 15 | 20 | 32 | -12  |
| 14   | USM Ain Beida R         | 25  | 26 | 6  | 7 | 13 | 23 | 34 | -11  |

Promotions et relégations
- Promotion en Division 2 2000-2001
- Maintenue en Régional D3 2000-2001
- Pas de Relégation

Abréviations
R R : Relégué de Super Division 1998-1999

R : Relégué de Division 2 1998-1999

P : Maintenu de Régionale 1998-1999

### Groupe Centre

#### Classement
Source
, Source 1
| Rang | Équipe                | Pts | J  | G  | N  | P  | Bp | Bc | Diff |
| ---- | --------------------- | --- | -- | -- | -- | -- | -- | -- | ---- |
| 1    | ASO Chlef R           | 55  | 26 | 16 | 7  | 3  | 42 | 16 | +26  |
| 2    | NARB Réghaïa R        | 52  | 26 | 15 | 7  | 4  | 43 | 18 | +25  |
| 3    | IRB Hadjout R         | 45  | 26 | 13 | 6  | 7  | 21 | 17 | +4   |
| 4    | ES Sour El Ghozlane R | 41  | 26 | 11 | 8  | 7  | 27 | 21 | +6   |
| 5    | RC Arbaâ R            | 37  | 25 | 10 | 7  | 8  | 30 | 28 | +2   |
| 6    | OM Ruisseau R         | 35  | 26 | 9  | 8  | 9  | 22 | 23 | -1   |
| 7    | WB Aïn Benian R       | 35  | 26 | 8  | 10 | 8  | 23 | 21 | +2   |
| 8    | IB Mouzaia R          | 32  | 25 | 9  | 5  | 11 | 26 | 30 | -4   |
| 9    | ESM Boudouaou R       | 31  | 26 | 8  | 7  | 11 | 24 | 32 | -8   |
| 10   | OM Médéa R            | 29  | 26 | 7  | 8  | 11 | 17 | 25 | -8   |
| 11   | Hydra AC R            | 29  | 26 | 8  | 5  | 13 | 21 | 30 | -9   |
| 12   | ES Ben Aknoun R       | 27  | 26 | 6  | 9  | 11 | 25 | 32 | -7   |
| 13   | WA Boufarik R         | 25  | 26 | 7  | 4  | 15 | 23 | 37 | -14  |
| 14   | ISM Koléa P           | 22  | 26 | 5  | 7  | 14 | 26 | 40 | -14  |

Promotions et relégations
- Promotion en Division 2 2000-2001
- Maintenue en Régional D3 2000-2001
- Pas de Relégation

Abréviations
R R : Relégué de Super Division 1998-1999

R : Relégué de Division 2 1998-1999

P : Maintenu de Régionale 1998-1999

### Groupe Sud

#### Sud-Ouest
source :
| Rang | Équipe                | Pts | J  | G | N | P | Bp | Bc | Diff |
| ---- | --------------------- | --- | -- | - | - | - | -- | -- | ---- |
| 1    | MC El Bayadh          | 32  | 14 |   |   |   |    |    |      |
| 2    | CRB Mecheria          | 27  | 14 |   |   |   |    |    |      |
| 3    | ES Béchar             | 24  | 14 |   |   |   |    |    |      |
| 4    | USB Debdaba R         | 23  | 14 |   |   |   |    |    |      |
| 5    | CRB Bougtob R         | 21  | 14 |   |   |   |    |    |      |
| 6    | ES Sidi Hadj Bahous R | 12  | 14 |   |   |   |    |    |      |
| 7    | CRB Aïn Sefra R       | 11  | 14 |   |   |   |    |    |      |
| 8    | WRB Aoulef R          | 5   | 14 |   |   |   |    |    |      |

Promotions et relégations
- Promotion en Division 2 2000-2001
- Maintenue en Régional D3 2000-2001
- Pas de Relégation

Abréviations
R : Relégué de Super Division 1998-1999

P : Maintenue de Régional D3 1998-1999

#### Sud-Est
source.
| Rang | Équipe          | Pts | J  | G  | N | P | Bp | Bc | Diff |
| ---- | --------------- | --- | -- | -- | - | - | -- | -- | ---- |
| 1    | MC Mekhadma P   | 32  | 14 | 9  | 5 | 0 | 29 | 13 | +16  |
| 2    | IR Ouled Naïl R | 32  | 14 | 10 | 2 | 2 | 31 | 10 | +21  |
| 3    | NRB Berriane P  | 16  | 14 | 4  | 4 | 6 | 10 | 16 | -6   |
| 4    | IRB Nezla R     | 16  | 14 | 4  | 4 | 6 | 16 | 22 | -6   |
| 5    | IRB Laghouat R  | 15  | 14 | 3  | 6 | 5 | 11 | 19 | -8   |
| 6    | CR Sidi Naïl R  | 14  | 14 | 3  | 5 | 6 | 10 | 14 | -4   |
| 7    | NRB Touggourt R | 14  | 14 | 4  | 2 | 8 | 8  | 19 | -11  |
| 8    | MB Rouissat R   | 13  | 14 | 3  | 4 | 7 | 12 | 17 | -5   |

Promotions et relégations
- Promotion en Division 2 2000-2001
- Maintenue en Régional D3 2000-2001
- Pas de Relégation

Abréviations
R : Relégué de Super Division 1998-1999

P : Maintenue de Régional D3 1998-1999
NB: le MC Mekhadma été champion de la nationale deux Sud-Est 1999-2000 au goal-average sur l'ensemble des deux rencontres qui l'ont opposé à l'IR Ouled Nail (6-1) score cumulé.

#### Barrage - Groupe Sud
Source
| Match Barrage (Champion du sud) | CRB Mecheria 1re Groupe SUD Ouest | 2 - 1   | 1er Groupe SUD Est CR Beni-Thour | Stade 20 Aout 1955 (Alger)              |                                         |
| Jeudi 11 mai 2000 14h30 UTC+1   | Achouri 76 e , Kassimi 81 e       | (0 - 1) | Abadli 27 e                      | Spectateurs : nombreuse Arbitrage : ... | Spectateurs : nombreuse Arbitrage : ... |

 source :
- NB : - La réorganisation de la Division 2 a permis la promotion en division 1 (un) les quatre (04) clubs suivants : MC El Bayadh, MC Mekhadma, IR Ouled Naïl et CRB Mecheria.